# Лептир (филм)
Лептир је филм снимљен 1973. године, базиран је на истинитој причи Анрија Шаријеа, познатог као Лептир, који је оптужен за убиство које није починио и осуђен на доживотну робију у затвору у Француској Гијани. Лептир (улогу у филму тумачи Стив Меквин) упорно покушава да побегне из казненог логора, али при сваком покушају бива ухваћен и сваки пут све теже кажњаван због тога.
Филм је 1974. године био и номинован за Оскара.

## Улоге
| Глумац           | Улога                        |
| ---------------- | ---------------------------- |
| Steve McQueen    | Henri 'Papillon' Charriere   |
| Дастин Хофман    | Dustin Hoffman               |
| Victor Jory      | Indian Chief                 |
| Don Gordon       | Julot                        |
| Anthony Zerbe    | Toussaint                    |
| Robert Deman     | Maturette                    |
| Woodrow Parfrey  | Clusiot                      |
| Bill Mumy        | Lariot                       |
| George Coulouris | Dr. Chatal                   |
| Ratna Assan      | Zoraima                      |
| William Smithers | Warden Barrot                |
| Val Avery        | Pascal                       |
| Gregory Sierra   | Antonio                      |
| Vic Tayback      | Sergeant (as Victor Tayback) |
| Mills Watson     | Guard                        |

## Радња
Погрешно ухваћен и оптужен због убиства које није починио, Француз  Хенри Чариере зван Лептир (С. Меквин) 1931. осуђен је на доживотну казну тешког рада у кажњеничкој колонији Ст. Лаурент на Ђавољем острву у Француској Гвајани. Док с осталим осуђеницима плови према Ђавољем отоку, Лептир упозна Луиса Дега (Д. Хофман), славног кривотворитеља који вјерује да би му супруга и адвокат ускоро могли обезбедити помиловање, те који Лептира приволи да му у замену за новац буде заштитник. Иако је за први покушај бега управник Барот (В. Смитерс) одредио казну од две године самице, за други пет година, а за теже преступе и гиљотину, Лептир у договору с Дегаом одлучи под сваку цену побјећи с Ђавољег острва.
То ће бити практично немогуће извести, јер обојицу са другим затвореницима пошаљу на рад у мочвару.
Старији затвореници са дугогодишњим затворским стажом ангажовани су као ловци на могуће бегунце, који Лептира при првом покушају бега изруче чуварима. Двогодишња тортура у самици, боравак у мраку, изгладњивање и настојање да сачува борбени дух и присебност изузетно ће исцрпити и физички изменити Лептира. То је тек почетак његовог настојања да побегне са острва...